# Wilhelm Carlsson
Bengt Wilhelm Carlsson, född 5 maj 1953 i Huskvarna, är en svensk regissör och professor i musikdramatisk gestaltning.

## Biografi
Carlsson utbildades vid Dramatiska Institutet och var direkt efter studierna 1976 en av grundarna av den i Stockholm baserade fria teatergruppen Teater Schahrazad. Med sina experimentella, fysiska föreställningar som Dr Dappertutto, Faust och Macbeth hade gruppen stora framgångar runt om i Europa under 1980-talet och bidrog också till att arrangera andra utländska gästspel i Sverige.
År 1986 erhöll Carlsson Alf Sjöberg-stipendiet och debuterade året efter på Dramaten med Thorsten Fiskare av Erik Johan Stagnelius. Under tio år regisserade Carlsson ett tjugotal föreställningar på Dramaten, bland annat Emilia Galotti av Gotthold Ephraim Lessing, En midsommarnattsdröm, Figaros bröllop samt flera av Strindbergs kammarspel. Han gjorde vid denna tid också radioteater för Sveriges Radio, bland annat regisserade han en radiopjäs om Barnkorståget, Verona, Verona! av Eric Åkerlund.
År 1987 regisserade Carlsson sin första opera, Den engelska katten av Hans Werner Henze vid Värmlandsoperan, följd av La traviata vid operan i Basel, 1991. Efter Wagner-uppsättningarna på Värmlandsoperan – Den flygande holländaren, Valkyrian och Tristan och Isolde – har operaregi alltmer kommit att dominera hans yrkesverksamhet. Han har bland annat regisserat Capriccio av Richard Strauss, La Bohème och Trubaduren vid Kungliga Operan i Stockholm, Ariadne auf Naxos (Richard Strauss) och Otello vid Malmö Opera och Lady Macbeth från Mtsensk av Dmitrij Sjostakovitj på Värmlandsoperan. 
År 2007 regisserade Carlsson en hyllad uppsättning av Wagners Parsifal i Karlstads domkyrka. 2008 återvände han till teatern i och med regin av August Strindbergs sista drama Stora landsvägen på Stockholms stadsteater. 2009 stod han för uruppförandet av Daniel Börtz och Magnus Florins opera Goya på Göteborgsoperan och 2011 iscensatte han Wagners Nibelungens ring på Värmlandsoperan med premiär vid dess återinvigning i april 2011 efter en ombyggnation; en ovanlig jätteproduktion för ett så jämförelsevis litet operahus.
Carlsson är sedan 2011 professor i musikdramatisk gestaltning vid Operahögskolan i Stockholm. Han promoverades till filosofie hedersdoktor vid Uppsala universitet 27 januari 2012. Kungens medalj Litteris et Artibus erhöll han 16 februari 2012.
Carlsson är son till domkyrkokomministern i Växjö Sven Carlsson och Inga Thermænius samt bror till ambassadören Staffan Carlsson. Han är gift med Denize Karabuda, som är författare och skådespelare, tillsammans har de dottern journalisten Effie Karabuda. Han är också far till sångerskan Robyn och game designern Jac Carlsson i ett tidigare äktenskap med skådespelerskan och teaterchefen Maria Ericson. Genom en koppling och kärlek till Turkiet tilldelades han även ett turkiskt medborgarskap år 2012.

## Teater

### Regi (ej komplett)
| År   | Produktion                                                | Upphovsmän                               | Teater                  |
| ---- | --------------------------------------------------------- | ---------------------------------------- | ----------------------- |
| 1988 | Emilia Galotti                                            | Gotthold Ephraim Lessing                 | Dramaten                |
| 1989 | Den girige L'Avare                                        | Molière                                  | Dramaten                |
| 1992 | Figaros bröllop La Folle Journée, ou Le Mariage de Figaro | Pierre de Beaumarchais                   | Dramaten                |
| 2001 | Temperance                                                | Staffan Göthe                            | Malmö Dramatiska Teater |
| 2008 | Stora landsvägen                                          | August Strindberg                        | Stockholms stadsteater  |
| 2018 | Budskapet till Maria L'annonce faite à Marie              | Paul Claudel Översättning Maria Björkman | Dramaten                |